# 心理物理学
心理物理学或称精神物理学，是研究感官認知（心理量）和物理刺激（物理量）之間定量關係的心理學分支學科，即“以科學方法研究刺激與感覺之間的關係”。
心理物理学也指应用于研究感知系统的一般方法。它的现代应用极大的依赖于阈值测量，理想观察者分析以及信号检测理论。

## 历史
心理物理学的主要方法和理论成型于古斯塔夫·费希纳1860年出版的著作《心理物理学纲要》。他创造了“心理物理学”这一术语用以描述他在物理刺激与意识间关系的研究成果。作为一名哲学家，费希纳希望能发展出一种能够将物质与意识相联系的方法。他受到了德国哲学家E.H.韦伯于1830年代初所得到的关于触觉的实验结果的启发。韦伯所做出的工作以及威廉·冯特所建立的第一个心理学研究的实验室一道构成了心理学作为科学的基础。